# Эффект Каутского
Эффект Каутского (так же называемый флуоресценция переходных процессов, индукция флуоресценции хлорофилла а или затухание флуоресценции) — явление изменения свечения хлорофилла, которое возникает при освещении предварительно адаптированного к темноте листа растения. Этот феномен был открыт Х. Каутским и А. Хиршем в 1931 году.
Когда фотосинтезирующие клетки, которые пробыли в темноте достаточное время для темновой адаптации, выставляют на свет, интенсивность флуоресценции, как правило, претерпевает ряд немонотонных изменений, сопровождаемой индукцией фотосинтетической активности. Интенсивность сигнала флуоресценции сначала резко возрастает, а затем постепенно снижается.
Зависимость интенсивности флуоресценции хлорофилла от времени после начала освещения известна как индукционная кривая или кривая индукции флуоресценции хлорофилла. Кривая чувствительна к изменениям, которые происходят в фотосинтетической аппарате при адаптации к различным условиям окружающей среды, поэтому эффект Каутского используют при изучении фотосинтеза.

## Объяснение
Каждый квант света, поглощённый молекулой хлорофилла, переводит электрон из основного в возбуждённое состояние. В ходе фотосинтеза молекула хлорофилла из возбужденного переходит в основное состояние, а небольшая часть (3-5 % в нормальных условиях) энергии возбуждения рассеивается в виде красной флуоресценции хлорофилла. Индикаторная функция флуоресценции хлорофилла проистекает из того факта, что флуоресцентное излучение есть альтернативный путь растраты энергии возбуждённого электрона, которая в первую очередь идёт на фотохимические реакции или рассеивается в виде тепла. Как правило, выход флуоресценции достигает своего пика, когда фотохимия и тепловыделение максимально подавлены. Таким образом, изменение выхода флуоресценции отражает изменения в фотохимической эффективности и рассеивание тепла.
Когда образец (лист или суспензию водорослей) облучают светом, интенсивность флуоресценции стабильно увеличивается в микро- или миллисекундном диапазоне. Обычно пик приходится на 300-500 миллисекунд. После нескольких секунд интенсивность снижается и выходит на плато. Начальный подъём флуоресценции обычно объясняют насыщением реакционного центра фотосистемы II (ФСII). Из-за длительной темновой адаптации фотосинтетический аппарат не может справиться с потоком света, и возбуждённые электроны специальной пары хлорофиллов П700 вместо того, чтобы транспортироваться на внешние переносчики возвращаются обратно, избавляясь от энергии возбуждения, которая обычно высвечивается в виде флуоресценции светособирающих комплексов фотосистемы II. Таким образом, фотохимическое тушение увеличивается с течением времени облучения на начальном периоде облучения вместе с соответствующим увеличением интенсивности флуоресценции. Медленное падение интенсивности флуоресценции на более поздних отрезках времени вызвано, помимо прочих процессов, активацией нефотохимического тушения — защитного механизма фотосинтезирующих организмов, необходимого для снятия вредных эффектов избыточного освещения.